# Barón Fielakepa de Havelu
El Barón Fielakepa de Havelu (Sosaia Tupou Aleamotuʻa, 23 de noviembre de 1961 - Auckland, 10 de febrero de 2013) fue funcionario público de tongano, ministro de gobierno, y miembro de la nobleza de su país. 

## Biografía

### Familia
Su padre Longolongoʻatumai Aleamotuʻa llevaba el título de "Lord Fielakepa" ante él; Sosaia Aleamotuʻa, como el hijo mayor y el segundo de seis hijos, lo heredó luego de la muerte de su padre en 1997. Aunque él tenía una hermana mayor, los treinta y tres títulos de nobleza hereditaria del reino solo pueden ser propiedad de hombres. También heredó las propiedades adjuntas al título, y las responsabilidades tradicionales de las mismas.

### Educación
En 1984, obtuvo una licenciatura en derecho de la Universidad de Auckland, seguido de una maestría en derecho del Instituto Internacional de Derecho Marítimo de Malta en 1996.

### Carrera en el gobierno
Ingresó al servicio público en 1986 como Subsecretario en el Ministerio de Justicia de Tonga. Más tarde fue nombrado secretario privado del rey Taufaʻahau Tupou IV y secretario del Consejo Privado. En 1998, fue nombrado Gobernador del distrito de Ha'apai, un cargo que le dio derecho de oficio a un escaño en la Asamblea Legislativa, en el Gabinete y en el Consejo Privado.
En 2001, fue nombrado Ministro de Tierras, Estudios y Recursos Naturales, bajo el mando del Primer Ministro, el Príncipe Tuku'aho. Como ministro, introdujo una serie de "simplificaciones de procedimiento" en las políticas de su departamento. Desde 2008 hasta 2011, se desempeñó como presidente de la Royal Land Commission.
En 2007, el rey George Tupou V lo nombró Lord Chamberlain, una posición que fue creada para él. Dos años más tarde, fue uno de los primeros en ser nombrado para la posición igualmente nueva de Law Lord dentro del Consejo Privado. También fue uno de los únicos tres nobles en la historia de Tonga (en ese momento) que fue elevado al título de barón (el primero fue Barón Vaea en 1970).
Habiendo "padecido diabetes y problemas cardíacos", murió en el Auckland City Hospital en Nueva Zelanda el 10 de febrero de 2013, a la edad de cincuenta y un años.